# Хагендра Тапа Магар
Хагендра Тапа Магар (4 жовтня 1992 , Baglung Districtd  — 17 січня 2020 , Покхара ) — житель Непалу, який вважався найменшою людиною в світі з 14 жовтня 2010 року по 12 червня 2011 року, його зріст — 63,01 см. Магар — карлик.
Хагендра Тапа Магар здобув популярність як підліток з найменшим зростом у світі. Після досягнення повноліття 14 жовтня 2010 року Магар відібрав титул найменшої людини в світі у Едварда Ніньйо Ернандеса, зріст якого 70 см.
12 червня 2011 року титул найменшої дорослої людини дістався уродженцю Філіппін Джунрі Балуїнгу, зріст якого становить 56 сантиметрів.

## Життєпис
Магар народився 14 жовтня 1992 року в провінції Баглунг у Непалі. Батько — Руп Бахадур, мати — Дана Майя Тапа Магар. Сільські жителі дали Магару прізвисько «маленький Будда». При народженні важив 600 г. У дорослому віці його вага складала 5,5 кг.
У травні 2008 року Магар з'явився на британському каналі «Channel 4» в документальному фільмі «Я і найменша людина в світі» Марка Долана.
Також сюжет про нього з'являвся у 2016 році в українській науково-популярній програмі «Світ навиворіт», беззмінним ведучим якої з 2010 року по теперішній час є відомий фотограф і мандрівник Дмитро Костянтинович Комаров.
Хагендра Тапа Магар помер 17 січня 2020 року, про що повідомлено на офіційному сайті Книги рекордів Гіннесса.
«Хагендра швидко привернув увагу громадськості і в 2011 році був призначений послом доброї волі Непалу в галузі туризму», - повідомляється на сайті.
«За словами друзів, Хагендра останнім часом боровся з проблемами з серцем, астмою і пневмонією. @Він був поміщений до лікарні Manipal в Непалі в четвер 16 січня і помер о 15:00 за місцевим часом в п'ятницю», - йдеться в повідомленні.
Тепер звання найменшої людини, що зберігає мобільність, перейшло колумбійцеві Едварду Ніньйо Ернандеса, його зріст становить 70,21 сантиметра.